# Brigitte de Touraine
Pour les articles homonymes, voir Sainte Brigitte.

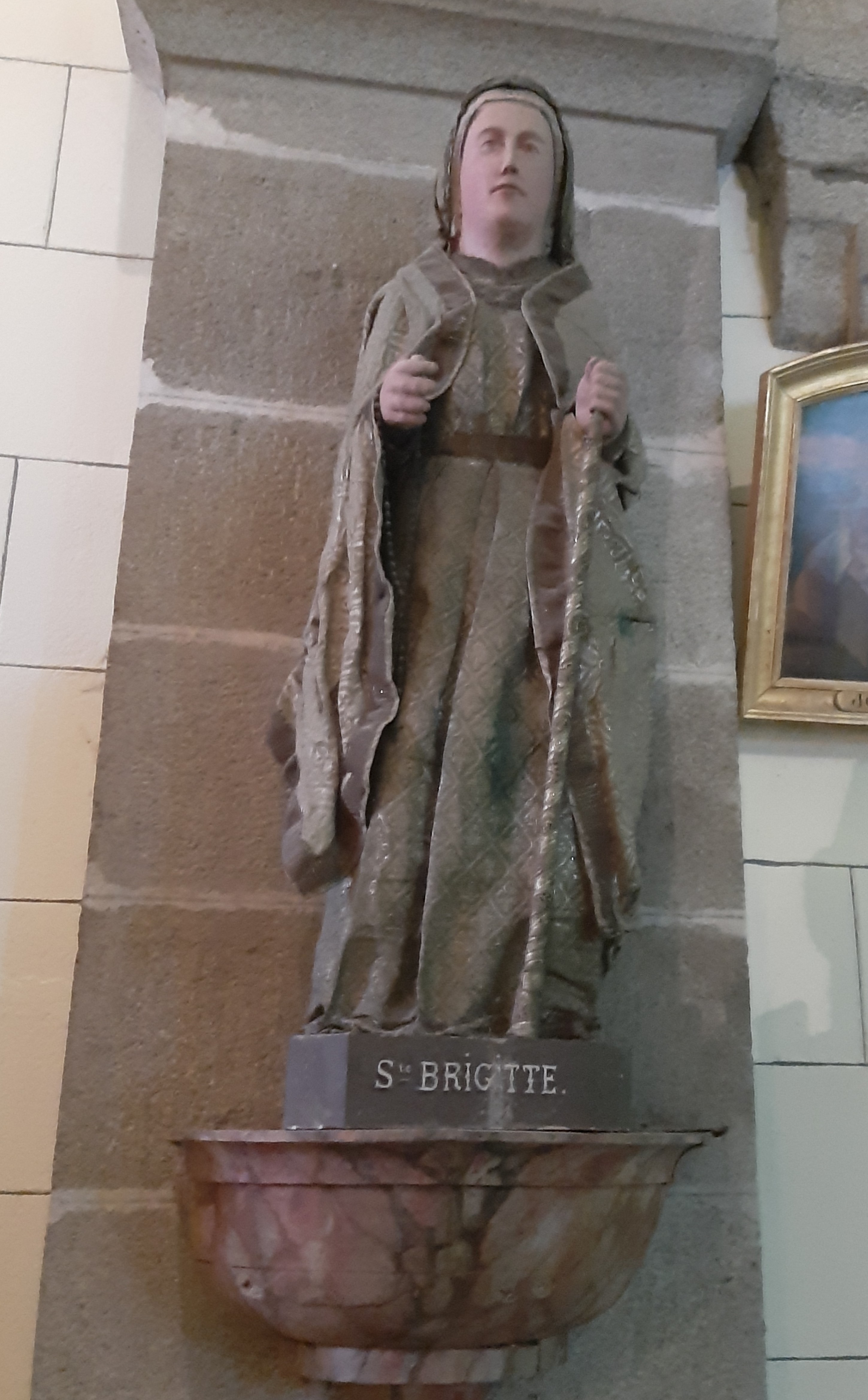
Statue en bois polychrome habillée de sainte Brigitte dans l'église Notre-Dame-de-la-Nativité de La Turballe.

Brigide ou Brigitte de Touraine est une sainte et martyre chrétienne. 

## Biographie
Descendante directe d'un roi d'Écosse du haut Moyen Âge, elle débarque en France avec sa sœur jumelle, Maure. Elles sont assassinées à Balagny-sur-Thérain : des brigands leur défoncent le crâne à coup de massue alors qu'elle revenaient d'un pèlerinage à Rome, au IVe siècle. L'église de Nogent-les-Vierges (aujourd'hui Nogent-sur-Oise) recueille leurs dépouilles où elles sont vénérées.

## Culte
Outre Nogent-sur-Oise, Sainte Brigitte de Touraine est invoquée dans le Hainaut belge, à Joncret, dans les cas de vêlages difficiles. Elle tient à la main un bâton de pèlerin qui la distingue de Brigitte d'Irlande. L'iconographie la présente avec la palme du martyre. Les fidèles ramenaient une baguette de saule avec laquelle ils touchaient les vaches lors du vêlage ou quand elles étaient malades.

## Sources
- Alain Colignon, Dictionnaires des saints et des cultes populaires de Wallonie, Liège, Éditions du Musée de la Vie wallonne, 2003